# Quercus graciliformis
Quercus graciliformis és una espècie de roure caducifoli que pertany a la família de les fagàcies. Està dins de la secció dels roures vermells del gènere Quercus.
Quercus graciliformis és un petit arbre de fins a 8 m d'alçada. Manté les fulles a l'hivern fins que les noves fulles apareixen a la primavera. L'escorça és de color marró verd, llis, gris fosc, convertint-se en gris fosc, berrugosa, solcada. Les branques tenen un color vermell bru, brillant, fines (1-2 mm de diàmetre), aviat glabres, amb lenticel·les lleugeres. Les gemmes terminals són de color vermell marró, ovoides, d'1,5 a 5 mm, poc ciliats. Les fulles fan 7,5-10 per 2-3 cm, gruixudes, corretjoses, lanceolades a estretament el·líptiques. L'àpex és agut, atenuades, base arrodonida o cuneïforme, marge gruixut, revoluta, amb 4 parells de lòbuls dentats de poca profunditat i amb pèls a la punta, o de vegades senceres, de color verd brillant, sense pèl amunt, sense brillantor, de color marró vermellós per sota a vegades amb flocs a les axil·les, entre 4 a 8 parells de vena; pecíol sense pèl, primes i flexibles, d'entre 1 a 2 cm de llarg. Les flors surten entre abril i maig. Els aments masculins fan entre 3 a 5 cm de llarg, amb pistils entre 0,5 a 1 cm de llarg, 1 o 2 flors. Les glans fan 1,5 cm, estretes, sense pecíol, soles o en parells. La cúpula molt superficial que cobreix 1/4 o 1/3 de la núcula i les glans maduren al cap d'1 o 2 anys.
És endèmic als Estats Units, a les muntanyes de Chisos a l'oest de Texas, i a uns pocs quilòmetres al sud-est de Mèxic, a l'estat de Coahuila. Està amenaçat per la pèrdua d'hàbitat. Normalment es troba per sobre dels 1500 m. Prefereix sòls secs i rocosos.

## Taxonomia
Quercus graciliformis va ser descrita per Cornelius Herman Muller i publicat a Torreya 34(5): 120–122. 1934.
Etimologia
Quercus: nom genèric del llatí que designava igualment al roure i a l'alzina.
graciliformis: epítet llatí compost que significa gracili-: prim, petit, escàs i formis: en forma, per tant, en forma prima o escassa.
Sinonímia
- Q. canbyi
- Q. alamarensis
- Q. graciliformis f. parvilobata
- Q. graciliformis var. parvilobata
- Q. graciliramis
- Q. karwinskii